# British Grove Studios
Il British Grove Studios è uno studio di registrazione situato al n. 20 di British Grove, Chiswick, Londra, noto per essere di proprietà del cantante e musicista Mark Knopfler.
Lo studio è stato costruito da Knopfler come "un monumento alla tecnologia passata e futura" ed è costituito da due locali. Oltre ad apparecchiature moderne, è equipaggiato con due vecchie console di mixaggio della EMI: un rarissimo tube desk degli anni '60 come quelli usati da George Martin e dai Beatles e una console più recente con la quale è stato registrato l'album Band on the run. La più grande console nello studio uno è una Neve 88R, mentre la console nello studio due è un API Legacy. Gli altoparlanti principali sono costituiti da monitor ATC in una configurazione 5.1. Nel febbraio 2009, British Grove Studio è stato il vincitore del Music Producers Guild Award come il "Miglior Studio". Nel 2012, nello stesso studio è stato registrato Privateering, doppio album di Mark Knopfler.

## Registrazioni
Di seguito gli album registrati nello studio:
- Razorlight, (2006)
- The Boy with No Name, Travis (2007)
- Kill to Get Crimson, Mark Knopfler, (2007)
- The Age of Understatement (orchestra only), The Last Shadow Puppets, (2007)
- Hayley Sings Japanese Songs, Hayley Westenra (2008)[5]
- Beautiful You, Greg Pearle and John Illsley, (2008)
- Songs for My Mother, Ronan Keating, (2009)
- Get Lucky, Mark Knopfler, (2009)
- The Sailor's Revenge, Bap Kennedy, (2012)
- Privateering, Mark Knopfler, (2012)
- Tracker, Mark Knopfler (2015)
- Blue & Lonesome, Rolling Stones (2016)
- Down the Road Wherever, Mark Knopfler (2018)
- Blue Eyed Soul, Simply Red (2019)
- One Deep River, Mark Knopfler (2024)
- Luck and Strange, David Gilmour (2024)